# Phạm Tiến Sản

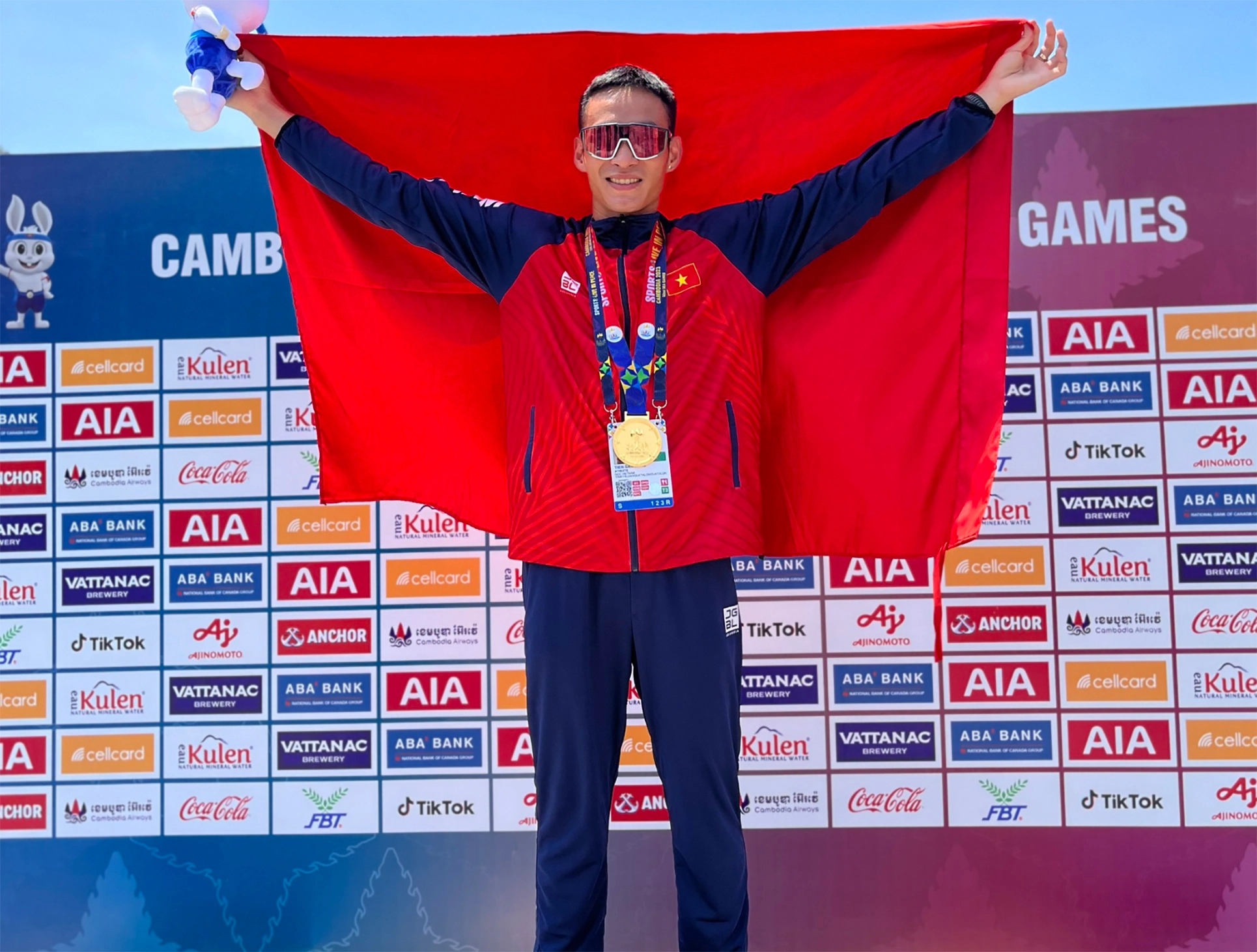
Phạm Tiến Sản Bảo Vệ Thành Công Huân Chương Vàng SEA Games 32

Phạm Tiến Sản (sinh ngày 21 tháng 10 năm 1991) là một vận động viên điền kinh và duathlon người Việt Nam. Phạm Tiến Sản từng nhiều lần được gọi vào đội tuyển quốc gia và từng giành được huy chương vàng Sea Games.

## Thành tích nổi bật

### Ở Sea Games
Phạm Tiến Sản quê ở Bắc Giang. Trong những năm đầu sự nghiệp thì Phạm Tiến Sản thi đấu nội dung chạy vượt chướng ngại vật, từng giành huy chương bạc ở 3 kỳ Sea Games liên tiếp từ 2013 đến 2017.
Những năm sau đó Phạm Tiến Sản chuyển sang thi đấu nội dung duathlon (xe đạp kết hợp chạy đường trường). Nội dung này đã giúp đã anh giành được 2 tấm huy chương vàng ở hai kỳ Sea Games liên tiếp 2021 và 2023.

### Các giải đấu khác
Phạm Tiến Sản đã tham gia và giành được nhiều thành tích cao ở các giải marathon quy mô lớn ở Việt Nam như VNExpress Marathon hay giải VPbank marathon quốc tế.